# Harlingen (Texas)
Harlingen és una ciutat al Comtat de Cameron a l'estat de Texas. Segons el Cens dels Estats Units del 2000 tenia 57.564 habitants.

## Demografia
Segons el cens del 2000, Harlingen tenia 57.564 habitants, 19.021 habitatges, i 14.360 famílies. La densitat de població era de 652,4 habitants per km².
Dels 19.021 habitatges en un 38,6% hi vivien nens de menys de 18 anys, en un 55,6% hi vivien parelles casades, en un 16,2% dones solteres, i en un 24,5% no eren unitats familiars. En el 20,9% dels habitatges hi vivien persones soles el 10,3% de les quals corresponia a persones de 65 anys o més que vivien soles. El nombre mitjà de persones vivint en cada habitatge era de 2,94 i el nombre mitjà de persones que vivien en cada família era de 3,44.
Per edats la població es repartia de la següent manera: un 30,7% tenia menys de 18 anys, un 9,6% entre 18 i 24, un 26,5% entre 25 i 44, un 18% de 45 a 60 i un 15% 65 anys o més.
L'edat mediana era de 32 anys. Per cada 100 dones de 18 o més anys hi havia 85 homes.
La renda mediana per habitatge era de 30.296$ i la renda mediana per família de 34.015$. Els homes tenien una renda mediana de 27.014$ mentre que les dones 21.795$. La renda per capita de la població era de 13.886$. Aproximadament el 19,3% de les famílies i el 24,9% de la població estaven per davall del llindar de pobresa.

## Poblacions properes
El següent diagrama mostra les poblacions més properes.